# Koediep (waterschap)
Het Koediep is een voormalig waterschap in de Nederlandse provincie Groningen.
Het schap lag aan de oostkant van Midwolda tussen het Koediep en de Hoofdweg. De oostgrens lag even ten westen van de Molenlaan en de westgrens lag ten ongeveer 300 m ten westen hiervan. De molen van de polder sloeg uit op het Koediep (waar het schap zijn naam aan ontleende).
Waterstaatkundig gezien ligt het gebied sinds 2000 binnen dat van het waterschap Hunze en Aa's.